# Powells Crossroads
Powells Crossroads è un comune degli Stati Uniti d'America, situato nello Stato del Tennessee, nella Contea di Marion.